# 扎卡尼福卢
扎卡尼福卢，是匈牙利绍莫吉州所辖的一个村。总面积6.70平方公里，总人口666，人口密度99.4人/平方公里（2011年1月1日）。